# Marge Simpson
Marjorie "Marge" Simpson (fostă Bouvier) face parte din personajele principale ale sitcom-ului american The Simpsons. Ea este soția lui Homer și mama celor 3 copii: Bart, Lisa și Maggie. Marge iese în evidență cu părul său albastru și lung, în forma unui stup de albine. Ea a fost creată după mama lui Matt Groening, Margaret Groening.
Deși Marge este foarte binevoitoare și tot timpul sare în ajutorul oricărui personaj, ea a avut și momente în care a încălcat legea și pentru asta a fost închisă. A avut probleme cu stresul în trafic și cu dependența de jocuri de noroc.
Când era tânără, Marge avea părul lung, care îi ajungea până la talie. Ideea de a-l purta în sus a venit înainte de Balul Absolvenților, arătat în episodul "The Way We Was" (ro: Așa cum eram).
Vocea ei este a actriței Julie Kavner, care "vorbește" și pentru surorile gemene ale lui Marge, Selma și Patty Bouvier.
Deși s-a spus că Marge ar avea 34 de ani, vârsta acesteia a fost schimbată cu timpul anilor în 38.În episodul "Regarding Margie", Homer a spus că Marge este cât el, însemnând că amândoi au vârsta între 36 și 38 de ani.
În tinerețe, Marge era îndrăgostită de Ringo Starr. Obișnuia să îi facă portrete; odată, i-a trimis o scrisoare, dar acesta i-a răspuns după 25 de ani.
Moe, barmanul burlac, prieten vechi a lui Homer, care deține "Moe's Tavern", este îndrăgostit în secret de Marge de mult timp și plănuiește să scape de Homer și să se căsătorească cu Marge.
1. ↑  A Milhouse Divided[*] Verificați valoarea |titlelink= (ajutor)
2. ↑  I Married Marge[*] Verificați valoarea |titlelink= (ajutor)